# Blastophaga puncticeps
Blastophaga puncticeps är en stekelart som beskrevs av Mayr 1906. Blastophaga puncticeps ingår i släktet Blastophaga och familjen fikonsteklar. Inga underarter finns listade.